# Часни људи
Часни људи (шп. Hombres de honor) аргентинска је теленовела, продукцијске куће Pol-ka Producciones, снимана 2005.
У Србији је приказивана од 2008. до 2010. на Радио-телевизији Војводине и локалним телевизијама.

## Синопсис
Прича се одвија у Буенос Ајресу, четрдесетих година ХХ века. Други светски рат се тек завршио у Европи. Аргентина је напредна земља. Усред политичке и економске нестабилности, група људи се бори да преузме контролу над мутним пословима – проституцијом, шверцом алкохола и коцкањем.
Ово је прича о две породице: Патер Ностра и Онорато. Једни се баве алкохолом, а други коцкањем. Први сукоб између њих ће бити због посла око проституције. Са друге стране, остаје освета за смрт близанца Карла Адреа Патер Ностре, наводно убијеног од стране Луке Онората, млађег сина дон Лоренса Онората. Лука је био у затвору три године због овог злочина и данас излази на слободу. Данас, на дан када Патер Нострови и Оноратови не постижу договор да Карло почне водити посао са проституцијом. Данас, када се Карло Патер Ностра жени по други пут и на венчању намерава да убије свог кума Дон Лоренса. Од тог тренутка мржња, бол и дуг стајаће између ове две породице.
Пошто Лука, због злочина за који је неправедно оптужен, не може да замени оца у послу, на сцену наступа дон Лоренсова жена Алберта Онорато. Заједно са својом децом бориће се против сваког ко жели да им науди. Не спаја их само мржња, већ и љубав између Марије Грације Патер Ностра и Луке која се никад није остварила. По изласку из затвора он одлучује да је потражи, али она је верена за очеву десну руку, Силвија Урзија, који ће им бити највећа препрека.
Сиромашни и тајкуни, гангстери и политичари, позати и непознати, слаби и јаки, праведни и неправедни. Сви они чине део света амибиције, моћи, мржње и љубави где се једино не преговара о части. У свету часних људи….

## Улоге
| Глумац:               | Улога:                       |
| --------------------- | ---------------------------- |
| Габријел Корадо       | Лука Онорато                 |
| Лаура Новоа           | Марија Грација Патер Ностра  |
| Леонор Бенедето       | Алберта Натале Онорато       |
| Херардо Романо        | Карло Анреа Патер Ностра     |
| Хуан Хил Наваро       | Роко Онорато Патер Ностра    |
| Вирхинија Иносенти    | Моника Каталано              |
| Агустина Чери         | Анхела Капељо Патер Ностра   |
| Антонио Гримау        | комесар Марио Бруска         |
| Селва Алеман          | Кармела Каталано             |
| Карина Зампини        | Ева Хофман                   |
| Карлос Парталупи      | Пио Молинаро                 |
| Алехандро Авада       | Ренато де Лука               |
| Роберто Ваљехос       | Силвио Урзи                  |
| Карлос Каспар         | Дино Онорато                 |
| Давид Масахник        | Бруно Анселмо                |
| Фабијана Гарсија Лаго | Амелија Бонђорно             |
| Андреа Галанте        | Беља Бруска Вучица           |
| Лукас Фераро          | Данило Онорато               |
| Марина Глезер         | Беатриз Росини               |
| Валерија Лорка        | Андреа                       |
| Серхио Сурако         | Сиро Патер Ностра            |
| Елена Роџер           | Габријела Онорато            |
| Хорхе Ноласко         | Нело Калви                   |
| Елвира Викарио        | Стела Капељо                 |
| Беатриз Тибаудин      | Анусијанта Патер Ностра Нона |
| Магела Занота         | Франка                       |
| Сандра Гуида          | Мадам                        |